# 二ツ井今泉道路
二ツ井今泉道路（ふたついいまいずみどうろ）は、秋田県能代市二ツ井町小繋から北秋田市坊沢までの国道7号の高規格幹線道路である。日本海沿岸東北自動車道に並行する国道7号の自動車専用道路として2012年（平成24年）度に事業化された。

## 概要
日本海沿岸東北自動車道の二ツ井白神ICから大館能代空港ICまでの間は長らく基本計画区間だったが、地元でのアンケートなどを元に早期の全線開通を目指して2011年（平成23年）8月に計画段階評価を完了し、2012年（平成24年）度から事業化した。
当初は新たな自動車専用道路を建設する案もあったが、地元のアンケート結果などは費用の圧縮と早期開通を最優先とする意見が多く、二ツ井白神ICから能代市二ツ井町小繋までを二ツ井バイパス（国道7号）は現道を改良して、能代市二ツ井町小繋から大館能代空港ICまでを二ツ井今泉道路（バイパス道路）、および秋田県道325号大館能代空港西線の改良工事とバイパス道路（鷹巣西道路）として事業化することに決定した。
開通後は、秋田自動車道二ツ井白神ICから国道7号現道（二ツ井バイパス）を経由し当道路に接続し、また当初終点とされた今泉ICからは県道大館能代空港西線（鷹巣西道路）を経由し、鷹巣大館道路へ連続する予定であった。
当初、2023年度（令和5年度）の開通を予定していたが、集中豪雨により斜面崩落が発生し、対策工に時間を要することになったため2022年（令和4年）11月22日に開通時期を見直すことが発表された。
また、当初、既存の県道大館能代空港西線を改良する予定であった今泉IC - 蟹沢IC間について、翔鷹大橋の一部はエクストラドーズド橋であり、高規格道路ネットワークに必要な耐震補強が困難であることから別線整備する方針となっていた。この区間については整備主体が定まっていなかったが、本事業での整備に組み込み整備することを検討し、2022年（令和4年）12月19日に行われた令和4年度第2回東北地方整備局事業評価監視委員会において、今泉IC - 蟹沢IC間を本事業に組み込み別線整備する事業計画変更が承認された。

### 路線データ
- 延長 - 5.9 km（当初4.5 km）
- 起点 - 秋田県能代市二ツ井町小繁
- 終点 - 秋田県北秋田市坊沢（当初同市今泉）
- 道路規格 - 第1種第3級
- 設計速度 - 80 km/h
- 道路幅員 - 13.5 m（土工部）
  - 車線幅員 - 3.5 m
- 車線数 - 完成2車線
- 最小曲率半径 - 700 m
- 最急縦断勾配 - 4.0 %

## インターチェンジなど
- IC番号欄の背景色が■である部分については道路が供用済みの区間を示している。また、施設名欄の背景色が■である部分は施設が供用されていない、または完成していないことを示す。
- 全区間秋田県に所在。
- 未開通区間のIC名は仮称。

| IC 番号                                    | 施設名         | 接続路線など                                          | 起点 から (km) | 備考             | 所在地   |
| ------------------------------------------ | -------------- | ----------------------------------------------------- | -------------- | ---------------- | -------- |
| E7 国道7号二ツ井バイパスへ連続             |                |                                                       |                |                  |          |
| -                                          | 小繋IC（仮称） | 国道7号（現道） 秋田県道322号きみまち阪公園素波里湖線 | 0.0            | 2025年度開通予定 | 能代市   |
| -                                          | 今泉IC（仮称） | 国道7号（現道） 秋田県道325号大館能代空港西線         | 4.5            | 2025年度開通予定 | 北秋田市 |
| 事業中                                     |                |                                                       |                |                  | 北秋田市 |
| 21                                         | 蟹沢IC         | 秋田県道325号大館能代空港西線 市道蟹沢乗入線          | 5.9            |                  | 北秋田市 |
| E7 秋田自動車道（国道7号鷹巣西道路）へ連続 |                |                                                       |                |                  |          |

## 歴史
- 2011年（平成23年）
  - 8月24日 - 国土交通省、整備計画策定の前提となる計画段階評価に着手[9]。
  - 12月17日 - 国土交通省が二ツ井バイパスと連続する二ツ井今泉道路の事業費を予算に盛り込む[10]。
- 2012年度（平成24年度） - 事業化[1]。
- 2012年（平成24年）8月24日 - 中心杭設置式を開催する[1]。
- 2013年度（平成25年度） - 用地着手[1]。
- 2014年度（平成26年度） - 工事着手[1]。
- 2020年（令和2年）2月6日 - トンネル工事が順調に進捗した場合、2023年度（令和5年度）に開通する予定であることを公表する[11]。
- 2022年（令和4年）11月22日 - 開通時期を工程精査のため2023年度（令和5年度）から未定とすることを発表[3]。
- 2022年（令和4年）12月19日 - 今泉IC - 蟹沢IC間を事業に組み込み計画変更[6][7]。
- 2024年（令和6年）6月27日 - 小繋IC - 今泉IC間の開通時期を2025年度（令和7年度）とすることを発表[12]。

## 路線状況

### 主要構造物
- 小繋トンネル（仮称） - 1153.0 m[8]
- 今泉第一トンネル（仮称） - 797.0 m[8]
- 今泉第二トンネル（仮称） - 307.0 m[8]